# José Manuel Marques Palmeirim
José Manuel Marques Palmeirim OIH ComIH (Sesimbra, 31 de Dezembro de 1930), Licenciado em Ciências Político-Sociais e diplomado com o Curso Superior de Administração Ultramarina, ocupou importantes cargos políticos no Estado Novo.

## Biografia
Foi Presidente da Câmara Municipal de Sesimbra com 28 anos de idade; Chefe de Gabinete do Governador da Guiné, parte do tempo em acumulação com os cargos de Presidente da Câmara Municipal de Bissau e Diretor dos Transportes Aéreos da Guiné; Secretário-Geral da Guiné e Encarregado do Governo, tendo nesta qualidade procedido à transição do Governo da Guiné do General Arnaldo Schulz para o Brigadeiro António de Spínola. Foi ainda Governador do (então) Distrito de Moçambique e ocupava o cargo de Presidente da Câmara Municipal de Luanda ao tempo da revolução de 25 de Abril de 1974, pertencendo então aos quadros do Ministério do Ultramar com a categoria de Inspetor Superior.
Após a Revolução, foi Inspetor Superior no Gabinete do Ministro da Reforma Administrativa (II Governo Constitucional) e no Gabinete do Secretário de Estado da Administração Pública (III e IV Governos); Chefe do Gabinete do Secretário de Estado do Turismo (IX Governo); Subdiretor-Geral do Tesouro e Subinspetor-Geral das Atividades Económicas (tendo sido em várias ocasiões, por substituição, Diretor Geral do Tesouro e Inspetor-Geral das Atividades Económicas). Na actividade privada, foi Administrador de empresas (Grupo Grão-Pará e Proconstroi), Presidente dos Conselhos Fiscais da EPSI-Empresa de Polímeros de Sines, S.A. e da CNP-Companhia Nacional de Petroquímica, EP. Finalmente, na Sociedade Histórica da Independência de Portugal foi Presidente do Conselho Fiscal e da Assembleia Geral e Vice-Presidente do Conselho Supremo, do qual é hoje membro vitalício.

## Condecorações
- Oficial da Ordem do Infante D. Henrique.[1]
- Comendador da Ordem do Infante D. Henrique.[2]

## Outras distinções
- Medalha de Ouro da cidade de Bissau
- Patrono da Escola Primária Dr. Marques Palmeirim, em Bissau (hoje liceu)
- Cidadão Honorário da cidade de Moçambique
- Cidadão Honorário da cidade de Nacala (Moçambique)
- Sócio Honorário da Sociedade Histórica da Independência de Portugal
- Foi louvado por várias vezes na maior parte dos cargos desempenhados